# هارولد فروست (طبيب أسنان)
هارولد فروست (بالإنجليزية: Harold Frost) هو طبيب أسنان نيوزيلندي، ولد في 1874 في بيركنهيد ‏ في المملكة المتحدة، وتوفي في 5 سبتمبر 1950 في أوكلاند في نيوزيلندا.